# Fabian Lustenberger
Fabian Lustenberger (Wolhusen, 2 de maio de 1988) é um ex-futebolista profissional suíço que jogava como meia.

## Carreira
Fabian Lustenberger começou a carreira no Luzern, onde ficou até 2008, quando foi vendido ao Hertha Berlin por um milhão e meio de euros.

## Títulos
- Superliga Suíça: 2019–20, 2020–21, 2022–23, 2023–24
- Copa da Suíça: 2019–20, 2022–23
- 2. Bundesliga: 2010–11, 2012–13
- Challenge League: 2005–06